# Hoffmanns Erzählungen (1951)

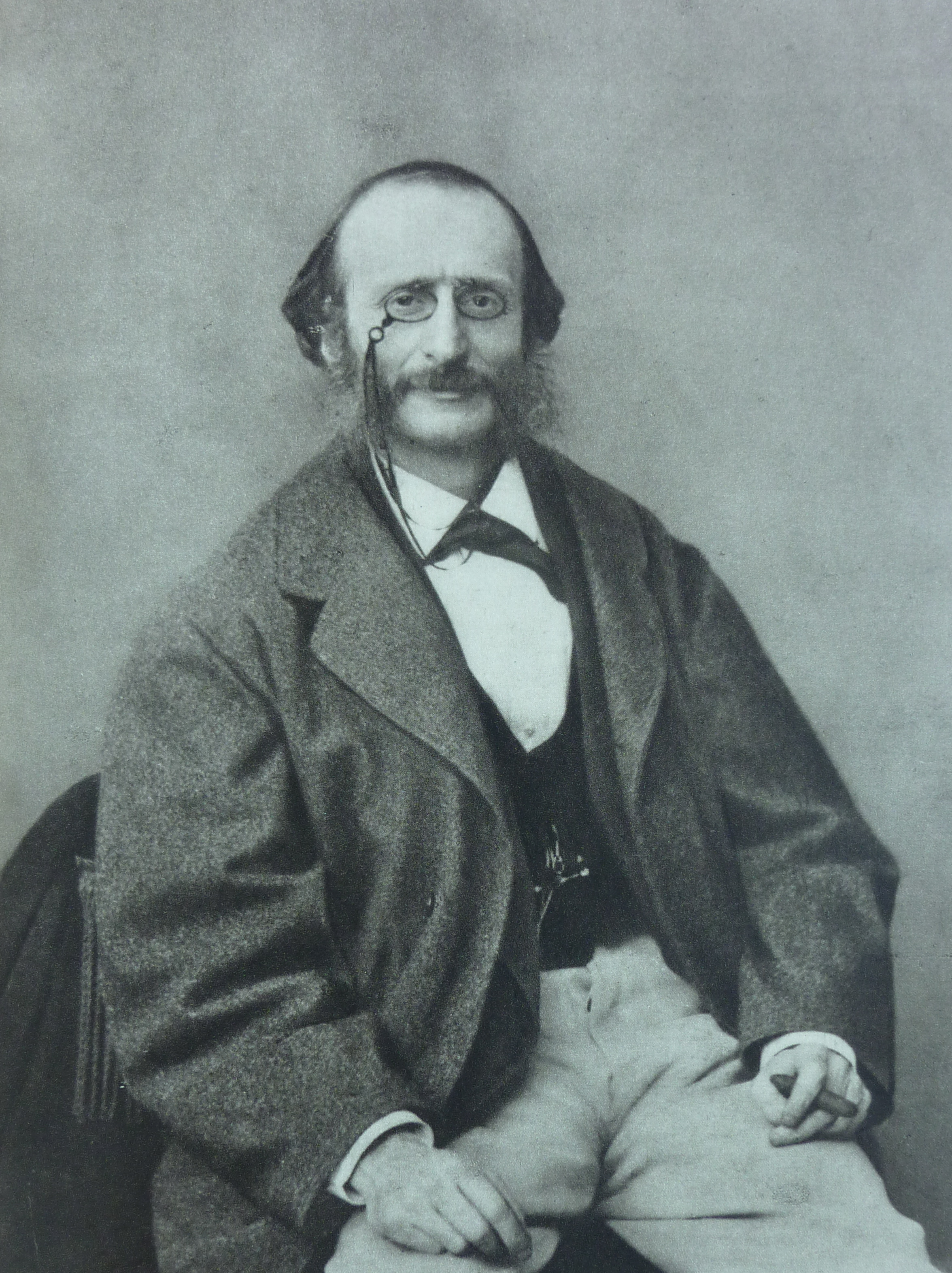
Schöpfer der musikalischen Vorlage: Jacques Offenbach (Fotografie von Félix Nadar)

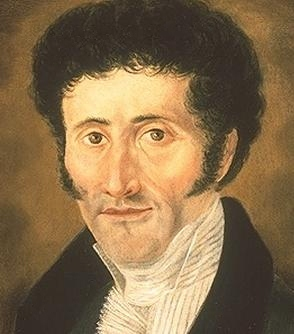
Schöpfer der literarischen Vorlage: E. T. A. Hoffmann

Hoffmanns Erzählungen ist ein britischer Musik-, Kostüm- und Ballettfilm von Michael Powell und Emeric Pressburger mit Robert Helpmann, Ludmilla Tchérina und Moira Shearer in den Hauptrollen. Der Film basiert auf Jacques Offenbachs gleichnamiger Oper, die wiederum auf einigen Novellen E. T. A. Hoffmanns beruht. Hoffmanns Erzählungen war nach Powells und Pressburgers drei Jahre zuvor gedrehtem Erfolgsfilm Die roten Schuhe die zweite Produktion, mit der sich das Duo ganz auf die Magie der Musik und des Tanzes verließ.

## Handlung
Prolog
E. T. A. Hoffmann sitzt in der Oper und beobachtet die Primaballerina Stella, wie sie „Das Ballett der verzauberten Libelle“ tanzt. Er vergöttert die junge Künstlerin. Stella will dem deutschen Dichter eine Notiz zukommen lassen, in der sie diesen um ein Rendezvous nach der Vorstellung bittet. Doch dieses Zettelchen wird von Hoffmanns Rivalen Graf Lindorf abgefangen. Und so begibt sich Hoffmann, nicht wissend, dass Stella auf ihn wartet, während der Pause in eine Taverne, wo er von der Geschichte eines Clowns und dessen drei Lieben – Olympia, Giulietta und Antonia – erzählt. Während er spricht, bechert Hoffmann ordentlich und wird immer betrunkener.
Die erste Erzählung:
Ein gewisser Spalanzani hat die mechanische Gliederpuppe Puppe Olympia erschaffen, ein lebensgroßes, hübsches Wesen. Der Illusionist Coppelius, wie Spalanzani eine fragwürdige und schwer zu durchdringende Existenz, hat sie zum Star seiner Aufführungen gemacht. Als Hoffmann Olympia durch eine ihm von Coppelius gegebene magische Brille sieht, erkennt er nicht, dass sie eine Puppe ist. Rasch verliebt er sich in sie. Als er endlich hinter das Geheimnis Olympias kommt, wird Hoffmann verspottet und die Puppe in einem Streit zwischen Coppelius und Spalanzani zerstört.
Die zweite Erzählung:
Handlungsort ist ein venezianischer Palast. Die verführerische Giulietta feiert mit ihren Gästen ein Bacchanal. Auch Hoffmann ist anwesend, gibt sich ganz dem Genuss des Weines hin und hat nur Augen für Giulietta. Plötzlich erscheint der eifersüchtige Schlemihl, der wie alle anderen Anwesenden Giuliettas Nähe sucht. Es kommt bald zum Streit. Giulietta versucht jedoch, die erhitzten Gemüter zu beruhigen. Als Graf Dapertutto erscheint, wird alles noch schlimmer. Dieser besitzt finsteren Einfluss und Macht über Giulietta, woraufhin diese dem Poeten sein eigenes Spiegelbild abnimmt, ganz wie es vom Finsterling Dapertutto geplant war.
Die dritte Erzählung:
Diese Szene spielt im Hause des Rat Crespel. Dessen Tochter Antonia leidet, wie einst ihre Mutter, an einer eigenartigen Krankheit. Singt sie, muss sie bald sterben. Auch Sopranistin Antonia, so befürchtet Crespel, könnte dasselbe Schicksal erleiden. Als Hoffmann Antonia näher kennenlernt, verliebt er sich in sie. Daraufhin willigt sie ein, dieser Liebe willen auf eine Karriere als Sängerin zu verzichten. Doch als der diabolische Dr. Mirakel, der durch sein unheilvolles Wirken schon das Leben von Antonias Mutter auf dem Gewissen hatte, auftaucht und auch Antonia zum Singen verführen will, kommt es wie es kommen muss: Die talentierte junge Frau beginnt zu singen und stirbt.
Epilog:
Nach diesen bitteren Erfahrungen mit der Liebe zieht E. T. A. Hoffmann sein ganz persönliches Resümee: All seine drei Begegnungen mit den Frauen stehen für die verschiedenen Aspekte der Liebe zu seiner Angebeteten, Stella. Als diese nach ihrer Vorstellung in der Taverne erscheint und Hoffmann in seinem seelisch niedergeschlagenen wie betrunkenen Zustand erblickt, ist es ausgerechnet der verschlagene, hinterhältige Graf Lindorf, der die Schöne von hier fortbringt.

## Produktionsnotizen und Auszeichnungen
Hoffmanns Erzählungen wurde in nur gut zwei Wochen, vom 1. bis zum 16. Juli 1950 in den Shepperton Studios gedreht und gilt als letzte Produktion in der Hochphase des Teams Powell & Pressburger. Die erste öffentliche Vorstellung fand am 1. April 1951 in New Yorks Metropolitan Opera statt, am 18. April 1951 wurde der Film erstmals einem britischen Publikum vorgestellt. Britischer Massenstart war am 26. November 1951. In Deutschland feierte der Film bereits im Juni 1951 während der Internationalen Filmfestspiele seine Premiere und lief dann ab dem 31. August 1951 in den regulären bundesdeutschen Kinos.
Oscar-Preisträger Hein Heckroth (Die roten Schuhe) entwarf die von Arthur Lawson umgesetzten, phantasievollen Filmbauten und die umfangreichen Kostüme. Heckroths Arbeit wurde mit je einer Oscar-Nominierung belohnt. Ihm zur Seite stand sehr junge Peter Mullins als ungenannter Zeichner.
Dennis Arundell schrieb die englischen Libretti, Frederick Ashton war Choreograph. Freddie Francis diente als einfacher Kameramann dem Kollegen Christopher Challis. Ivy Baker, die für die Garderobe verantwortlich zeichnete, half Hein Heckroth auch bei den Kostümen. John Cox und Ted Drake zeichneten für den Ton verantwortlich.
Laut Der Spiegel vom 12. September 1951 soll Hoffmanns Erzählungen mit Kosten von damals umgerechnet 2,5 Millionen DM der bis dahin teuerste britische Film gewesen sein.

## Musik
Die Musikaufnahmen wurden unter der Leitung von Thomas Beecham zwischen Mai und September 1950 aufgenommen. Es sangen:
- Bruce Dargavel (Coppelius, Dappertutto und Dr. Miracle)
- Owen Brannigan (Hermann, Schlemihl und Crespel)
- Graham Clifford (Spalanzani und Franz)
- Murray Dickie (Cochenille und Nathaniel)
- Margherita Grandi (Giulietta)
- Dorothy Bond (Olympia)
- Fisher Morgan (Luther)
- Monica Sinclair (Nicklaus)
- Rene Soames (Pitichinnacio)
- Joan Alexander (Antonias Mutter)

Es spielt das Royal Philharmonic Orchestra, es singt der Sadler’s Wells Chor. Kenneth V. Jones übte ungenannt die Musikszenen ein.
In der deutschsprachigen Fassung sangen Rudolf Schock (Hoffmann), Rita Streich (Stella, Olympia), Anny Schlemm (Giulietta), Maria Reith (Antonia), Josef Metternich (Lindorf, Coppelius, Dappertutto und Mirakel), Anneliese Müller (Nicklaus), Johanna Blatter (Antonias Mutter) und Gerhard Witting (Franz u. a. kleinere Tenorpartien) sowie der Chor der Städtischen Oper Berlin.

## Auszeichnungen
Powell und Pressburger erhielten auf der Berlinale 1951 den Silbernen Bären in der Sparte „Bester Musikfilm“ und wurden noch im selben Jahr mit dem Spezialpreis der Jury der Internationalen Filmfestspiele in Cannes ausgezeichnet.
Hein Heckroth war 1952 in den Kategorien Bestes Kostümdesign und Bestes Szenenbild für den Oscar nominiert.

## Kritiken
Die zeitgenössischen Kritiken (1951/52) waren gemischt: The Sunday Telegraph fand den Film „verzaubernd … eine Anstrengung der Liebe“, das Time-Magazin befand, Hoffmanns Erzählungen lasse den „Gipfel Viktorianischen Geistes“ nachklingen, und Richard Mallett von der Kultur- und Satirezeitschrift Punch resümierte: „Das Picknick eines Filmarchitekten: Ich war erstaunt ohne bezaubert zu sein“.

„Trotz seiner Opulenz in Verbindung mit einer brillanten Wiedergabe der Musik durch das Royal Philharmonic Orchestra unter Sir Thomas Beecham's sausendem Taktstock und einigen meisterhaften Gesängen des Librettos dank zahlreicher Stimmbänder ist diese Filmversion der Oper eine, in toto, gewaltig ermüdende Angelegenheit. Sie übersättigt die Sinne ohne wirklich dramatisches Feuer zu entfachen. (…) Die unvermeidbare Frage bei diesem Film ist doch, wie nah er der Schönheit und der Begeisterung von Die roten Schuhe derselben Produzenten kommt. Obwohl die beiden Filme grundlegend verschieden sind, ist bis zu einem gewissen Maße ein Vergleich gerecht: Die roten Schuhe hatte Wärme und Vitalität, Hoffmanns Erzählungen ist prachtvoll und kalt.“

Der Spiegel schrieb in seiner Ausgabe vom 12. September 1951: „Ballerina Moira Shearer (‚Die roten Schuhe‘), Dirigent Sir Thomas Beecham, seine Solisten und verblüffende Farbexperimente rechtfertigen den Aufwand, bis der Film im 3. Akt in verstaubten Opernstil abrutscht.“
Im Lexikon des internationalen Films heißt es: „Eine höchst eindrucksvolle Filmfantasie nach Offenbachs Traumoper (die wiederum auf E.T.A. Hoffmanns Erzählungen basiert), bei der sich verschwenderische Ausstattung, musikalische Opulenz und eine exquisite Choreografie – stimmungsvoll in Technicolor fotografiert – zu einem optischen und akustischen Leckerbissen verbinden. Der romantisch-fantastische Zauber des Bühnenwerks wurde ersetzt durch eine perfekt-elegante filmisch-choreografische Auflösung des Operngeschehens.“

„Auffallender und ungewöhnlicher Film, nicht nach jedermanns Geschmack.“

„Überwältigende Kombination aus Oper, Ballett und reicher Produktionsausstattung, ein unverdauliches Mischmasch, in dem überragendes Talent aufblitzt.“

Auch späteren Filmemachern galt dieser Film bisweilen als Offenbarung: George A. Romero etwa bekundete laut Vorspann der restaurierten Fassung „Dieser Film erweckte in mir den Wunsch, selbst Filme zu machen“, und Martin Scorsese, der die Restaurierung von Hoffmanns Erzählungen mit seiner The Film Foundation mitinitiiert und vorangetrieben hatte, meinte 2015, dieser Film sei „anders als alles, was ich je gesehen habe.“